# Juan Ignacio Basaguren
Juan Ignacio Basaguren García (Cidade do México, 21 giugno 1944) è un ex calciatore messicano, attaccante della Nazionale di calcio del Messico.

## Carriera

### Club
La sua carriera calcistica si è svolta principalmente nel Campionato messicano di calcio.

### Nazionale
Ha partecipato al Campionato mondiale di calcio "Julies Rimet" avvenuto in Messico nel 1970 con la Nazionale di calcio del Messico, segnando un gol contro l' El Salvador.